# 贾布利科沃区
贾布利科沃区（俄語：район Зябликово）是莫斯科南行政区的一区，面积4.38平方公里，人口133,658人。赤卫队站、希皮洛夫站和贾布利科沃站位于此区内。